# 希爾曼 (密歇根州)
希爾曼（英語：Hillman）是位於美國密歇根州阿爾皮納縣格林鎮區及蒙莫朗西縣希爾曼鎮區的一個村。

## 人口
根據2020年美國人口普查的數據，希爾曼的面積為4.42平方千米，當中陸地面積為4.29平方千米，而水域面積為0.13平方千米。當地共有人口605人，而人口密度為每平方千米136人。